# Culladiella acacia
Culladiella acacia är en fjärilsart som beskrevs av Schouten 1993. Culladiella acacia ingår i släktet Culladiella och familjen Crambidae. Inga underarter finns listade i Catalogue of Life.